# همه برخیزید (آلبوم بلو)
همه برخیزید (به انگلیسی: All Rise) اولین آلبوم گروه موسیقی پاپ بریتانیایی بلو می‌باشد. آلبوم در سال ۲۰۰۱ در بریتانیا و در ۲۰۰۴ در آمریکا عرضه شد. در بریتانیا شماره اول در جدول را از آن خود کرد و به پلاتین ۴X ارتقاء یافت. این آلبوم تا تاریخ کنونی، هشتمین آلبوم پرفروش از یک گروه موسیقی در تمام زمانها در بریتانیا می‌باشد.

## تک‌آهنگها
- همه برخیزید — اولین آهنگ گروه در می ۲۰۰۱ عرضه شد. این تک‌آهنگ در بریتانیا شماره ۴، در استرالیا شماره ۳ در ۴۰برترین و شمارهای ۱ و ۵ را در نیوزیلند و ایرلند به دست آورد. آهنگ توانست برای فروش بیش از ۲۰۰٫۰۰۰ نسخه در بریتانیا رتبه نقره‌ای را بگیرد.
- بسیار نزدیک (به انگلیسی: Too Close) — دومین تک‌آهنگ آلبوم، در ماه اوت ۲۰۰۱ عرضه شد. که رتبه‌های اول، پنجم و اول را در بریتانیا، استرالیا و نیوزیلند از آن خود کرد.
- اگر تو برگردی (به انگلیسی: If You Come Back) — سومین تک‌آهنگ که در نوامبر ۲۰۰۱ عرضه شد. مدتی بعد از عرضه آن، ویدیوی کلیپی نیز برای این آهنگ ساخته شد که یکی از موفق‌ترین آهنگهای این آلبوم به‌شمار می‌رفت. این آهنگ به تنهایی بیش از ۵۰۰٫۰۰۰ کپی در بریتانیا به فروش رفت که توانست گواهینامه طلا را بگیرد.
- رد شدن ۲ (به انگلیسی: Fly By II) — چهارمین و آخرین تک‌آهنگ؛ در مارس ۲۰۰۲ عرضه شد و توانست رتبه ششم را در جدول بریتانیا بگیرد. همچنین رتبه‌های نهم، شانزدهم و بیست و سوم را در نیوزیلند، ایرلند و بلژیک بگیرد.

## لیست آهنگها
1. همه برخیزید – ۳:۴۳
2. بسیار نزدیک - Too Close – ۳:۴۵
3. This Temptation – ۳:۳۵
4. اگر تو برگردی - If You Come Back – ۳:۲۷
5. رد شدن - Fly By – ۳:۴۶
6. Bounce" – ۳:۵۲
7. Long Time – ۴:۱۴
8. Make It Happen – ۳:۱۴
9. Back to You – ۳:۰۴
10. Girl I'll Never Understand – ۳:۲۶
11. Back Someday – ۴:۰۰
12. Best in Me – ۳:۱۱
13. Love RIP (تراک اضافی نسخه آسیایی) – ۳:۳۹

## انتقادات
آلبوم توانست انتقادات مثبت فراوانی را از صاحب‌نظران بگیرد. شارون‌ماور از آل‌میوزیک نوشت: «آهنگها طوری نوشته شده بودند که واقعاً احساسات را منتقل می‌کردند و این چیزی است که بلو را از همسالان خودش جدا کرده‌است.» همچنین آندره پین پس از بررسی کردن آلبوم اینطور اظهار نمود: «آلبوم ترکیبی از R&B به پاپ می‌باشد. و اینکه آهنگها در مورد چیزی مثل یک دختر نوجوان خوانده نشده و می‌توان شلختگی پسرانه را در آن یافت! آهنگ اگر تو برگردی می‌تواند رقیبی برای آهنگهای گروه‌های مثل بک‌استریت بویز باشد. بلو گروهی جوان و با استعداد هستند و می‌توانند راه خود را سبک پاپ به مشخص کنند.»

## جدول‌ها
| جدول (۲۰۰۱)                   | رتبه در جدول |
| ----------------------------- | ------------ |
| جدول موسیقی آلبوم‌های استرالیا | ۳۱           |
| جدول موسیقی آلبوم‌های بلژیک    | ۴            |
| جدول موسیقی آلبوم‌های دانمارک  | ۹            |
| جدول موسیقی آلبوم‌های نیوزیلند | ۲            |
| جدول موسیقی آلبوم‌های پرتغال   | ۳۰           |
| جدول موسیقی آلبوم‌های بریتانیا | ۱            |

| جدول (۲۰۰۲)          | رتبه در جدول |
| -------------------- | ------------ |
| جدول آلبومهای فرانسه | ۱۴۷          |
| جدول آلبومهای نروژ   | ۲۸           |